# Iglesia de San Juan Bautista (Urabáin)
La iglesia de San Juan Bautista es un edificio situado en el concejo español de Urabáin, en la provincia de Álava.

## Descripción
El edificio se encuentra en el concejo español de Urabáin, del municipio de Aspárrena, perteneciente a la provincia de Álava, en la comunidad autónoma del País Vasco. Se menciona como iglesia parroquial del lugar en el decimoquinto volumen del Diccionario geográfico-estadístico-histórico de España y sus posesiones de Ultramar de Pascual Madoz, donde aparece descrita con las siguientes palabras: «igl. parr. (San Juan Bautista) servida por un beneficiado». En el tomo de la Geografía general del País Vasco-Navarro dedicado a Álava y escrito por Vicente Vera y López, se dice lo siguiente: «Tiene una parroquia rural de segunda clase, dedicada á San Juan y perteneciente al arciprestazgo de Salvatierra».